# Mrican (Mojoroto)
Mrican is een bestuurslaag in het regentschap Kediri van de provincie Oost-Java, Indonesië. Mrican telt 5560 inwoners (volkstelling 2010).